# Loué Legbo
Loué Legbo est un athlète ivoirien.

## Carrière
Loué Legbo remporte la médaille d'argent du saut à la perche aux Championnats d'Afrique d'athlétisme 1979 à Dakar avant d'obtenir la médaille d'or aux Championnats d'Afrique d'athlétisme 1982 au Caire.
Il est champion de Côte d'Ivoire de saut à la perche en 1981 et en 1987.